# Бирлик (Ордабасинский район)
Бирлик (каз. Бірлік) — село в Ордабасинском районе Туркестанской области Казахстана. Административный центр Буржарского сельского округа. Находится примерно в 16 км к юго-западу от районного центра, села Темирлановка. Код КАТО — 514637100.

## Население
В 1999 году население села составляло 576 человек (292 мужчины и 284 женщины). По данным переписи 2009 года, в селе проживали 633 человека (314 мужчин и 319 женщин).